# 欧让巴提
欧让巴提是一种据传出没于印度尼西亚斯兰岛的神秘生物。根据当地民间传说，这种生物会袭击儿童，将受害者吃掉。一些研究者认为，欧让巴提可能是一种巨型蝙蝠。